# 메리 위도우 (1925년 영화)
메리 위도우(영어: The Merry Widow)는 1925년 미국에서 개봉한 무성영화이자 로맨틱 영화, 블랙 코미디 영화이다. 감독과 각본은 에리히 폰 슈트로하임이 맡았으며, 메트로 골드윈 메이어가 배급하였다. 출연한 배우로는 메이 머리, 존 길버트, 로이 다시, 툴리 마셜과 크레딧에는 없으나 조앤 크로퍼드와 클라크 게이블이 있다.
이 영화는 프란츠 레하르가 만든 동명의 오페라를 원작으로 하고 있으며, 이는 두 번째 영화화로, 첫 번째는 1918년 헝가리에서 마이클 커티즈가 감독을 맡아 제작된 영화가 있다.
프린트된 필름은 아직 살아있지만, 마지막에서 두 장면 정도가 현재 유실된 상태이다.

## 스토리
왕자인 다닐루는 댄서인 샐리 오하라에게 사랑에 빠진다. 그의 삼촌이자 몬테비얀코의 왕인 니키타 1세는 샐리 오하라가 평민이기 때문에 결혼을 금지한다. 왕자가 자신을 차버렸다고 생각한 오하라는 늙고 음탕하지만 재산이 왕국을 좌지우지할 정도인 사도야 남작과 결혼을 하게 된다. 그리고, 남작이 갑자기 사망했을 때, 오하라는 다시 다닐루에게 구애를 받아야 한다.

## 출연
- 메이 머리 - 샐리 오하라 역
- 존 길버트 - 다닐루 페트로피비치 왕자 역
- 로이 다시 - 황태자 미르코 역
- 조세핀 크로웰 - 밀레나 여왕 역
- 조지 포셋 - 니키타 1세 역
- 툴리 마셜 - 사도야 남작 역
- 에드워드 코넬리 - 팝오프 남작역

### 크레딧에 없는 배우들
- 헬렌 하워드 보몬트 - 코러스하는 역
- 거트루드 베넷 - 버지니아 역
- 버나드 베버거 - 소년 역
- 시드니 브레이시 - 다닐루의 하인 역
- 에스텔 클라크 - 프랑스인 이발사 역
- 앨버트 콘티 - 다닐루의 부관 역
- 다시 코리건 - 호레이쇼 역
- 조앤 크로퍼드 - 엑스트라
- 사비에르 쿠가트 - 오케스트라 리더 역
- 아니엘카 엘터 - 가수 역
- 데일 풀러 - 사도야의 청소부 역
- 클라크 게이블 - 무도회장의 엑스트라
- 에드나 티체르노 - 도피 마리 역
- 잘라 자라나 - 프렌치 크리스틴 역

## 제작

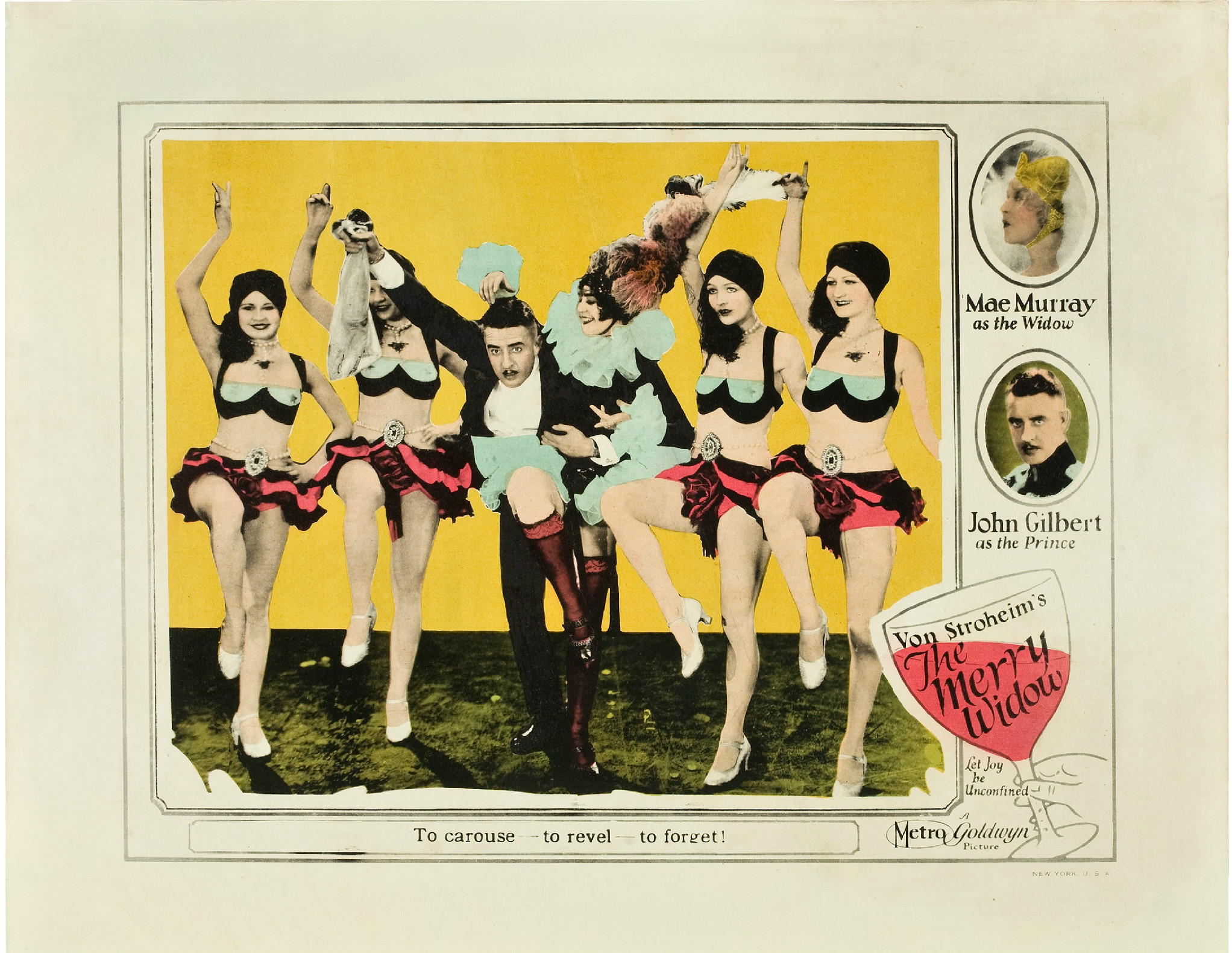
메리 위도우의 포스터

메리 위도우는 제작비 592,00 달러로 12주 동안 촬영됐다. 메이 머리와 슈트로하임의 의견이 잘 조율이 되지 않아 촬영장은 긴장된 상태였다. 제작이 끝난 후, 메트로 골드윈 메이어는 노골적인 장면을 추가하고, 영화의 대본을 상의 없이 바꾼 것 때문에 더 이상 감독과 같이 작업을 못 할 것 같다고 결정했다.

## 평판
영화는 비판을 받으면서도, 박스오피스에서의 흥행으로 찬사를 동시에 받았다. 평론가들은 이 영화가 메이 머리를 배우로 만들었다고 칭찬했다. 이 영화는 총 75만 8천 달러의 이익을 냈다.

## 갤러리

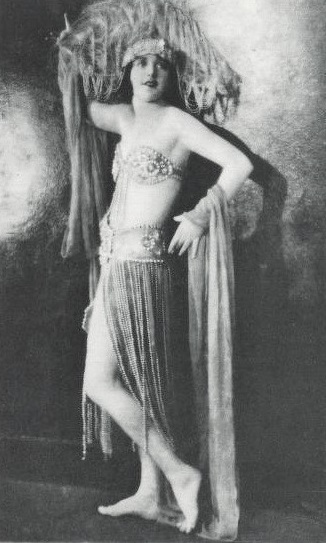
메리 윈도우에서의 메이 머리
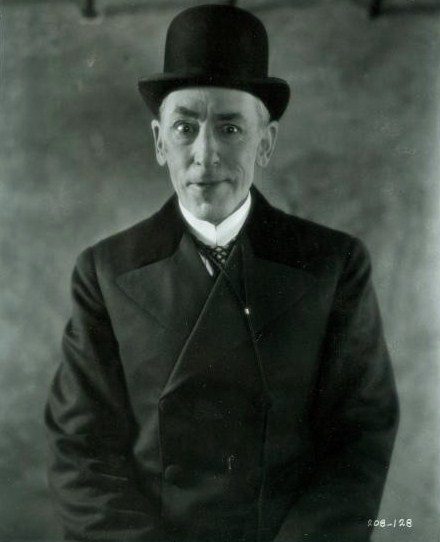
메리 위도우에서의 툴리 마셜
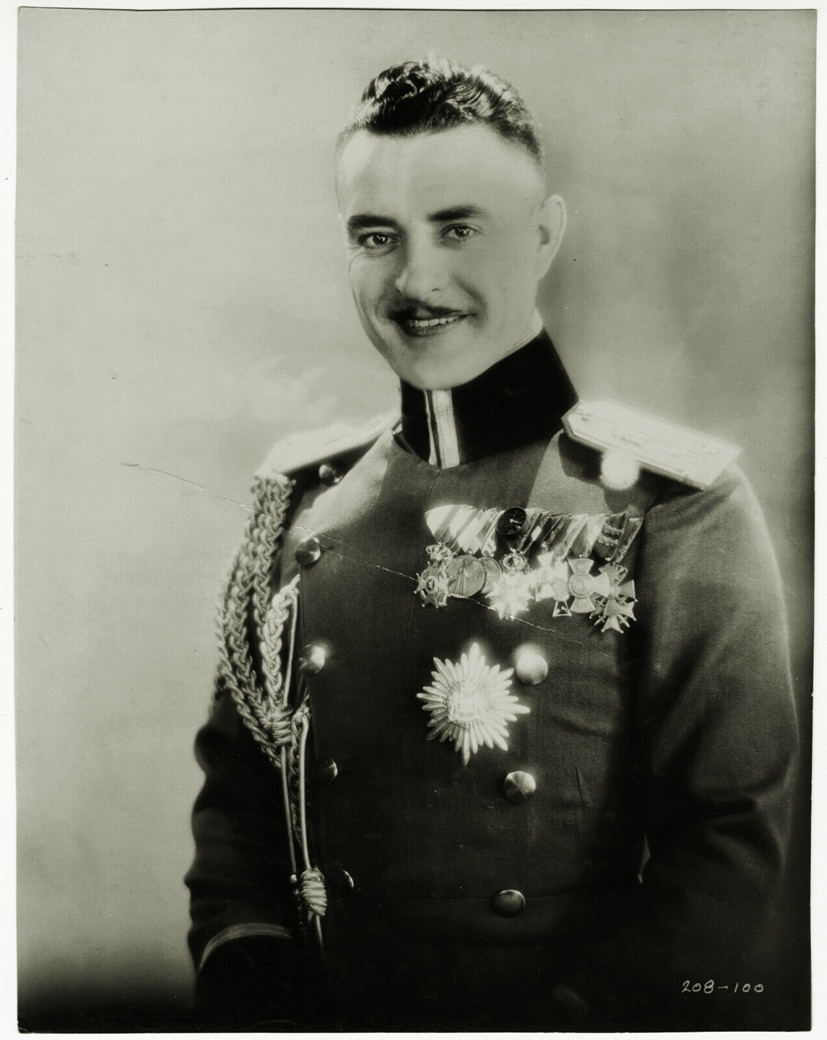
메리 위도우에서의 존 길버트 (배우)

## 다른 작품
메리 위도우는 이 영화가 나온 이후 1934년, 1952년, 1962년과 1994년에 다른 버전으로 개봉하였다.